# Exheterolocha niphas
Exheterolocha niphas är en fjärilsart som beskrevs av Eugen Wehrli 1940. Exheterolocha niphas ingår i släktet Exheterolocha och familjen mätare. Inga underarter finns listade i Catalogue of Life.